# فرودگاه تسااوا
فرودگاه تسااوا (به انگلیسی: Tessaoua Airport) یک فرودگاه همگانی است . این فرودگاه در کشور نیجر قرار دارد .